# Красный плодовый клещ
Кра́сный плодо́вый клещ (лат. Panonychus ulmi) — вид членистоногих из семейства паутинных клещей, вредитель плодовых культур.

## Морфология и биология
Тело тёмно-красное, ярко-красное или бурое. Самец обычно имеет буроватую или желтовато-зелёную окраску; тело удлинённое, длиной около 0,3 мм; на дорсальной стороне 28 щетинок. Самка окрашена в светло- или тёмно-красный цвет с чёрными пятнами по бокам; длина до 0,4 мм; на дорсальной стороне 26 щетинок, расположенных рядами на высоких белых бугорках.
В процессе развития проходят стадии яйца, личинки, протонимфы, дейтонимфы и имаго. Самки откладывают до 90 яиц оранжевого цвета; в году может быть до от 3 до 10 поколений (в зависимости от ареала). Яйца зимуют на коре деревьев, выдерживая понижение температуры до −40 °C. Личинки вначале округлой, затем овальной формы, с тремя парами ног; окраска от красной или оранжевой до зеленовато-бурой.

## Распространение
Широко распространён в Европе, в Азии, Северной Африке и Северной Америке; встречается в Южной Америке и Австралии. В Российской Федерации встречается повсеместно. В дикой природе характерен для лиственных лесов; часто встречается на плодовых культурах.

## Значение
Красный плодовый клещ — полифаг: чаще всего встречается на розоцветных, но может также кормиться на винограде, смородине, крушине, белой акации, шелковице, липе, вязе и пр. В сельском хозяйстве наносит вред плодовым культурам, в первую очередь яблоне, груше, вишне, сливе. Клещи прокалывают эпидермис листа с нижней стороны и высасывают содержимое клеток, вызывая побурение, засыхание и опадание листьев. В результате замедляется рост растений и ослабляется закладка цветочных почек, что приводит к существенному снижению урожайности.
Меры борьбы — использование устойчивых сортов, побелка стволов деревьев, обработка акарицидами. Красный плодовый клещ имеет также естественных врагов, в числе которых хищные клещи семейства Phytoseiidae.